# Wila Mung'omba
Wila D'Israeli Mung'omba (* 18. Oktober 1939 in Sambia; † 17. Februar 2014 in Johannesburg) war ein sambischer Rechtsanwalt und von 1980 bis 1985 der vierte Präsident der Afrikanischen Entwicklungsbank (AfEB).

## Leben
Mung'omba studierte an der Makerere-Universität in der ugandischen Hauptstadt Kampala und dem Inner Temple in London, das er mit einem Barrister-at-Law abschloss, und erlangte ein Postgraduate Certificate in International and Comparative Law am International & Cooperative Law Centre in Dallas, USA.
Er war von 1968 bis 1970 Mitarbeiter (First Secretary Legal Advisor) an der sambischen Botschaft in New York City und von 1976 bis 1978 Minister – Counselor (Economic Affairs) an der sambischen Botschaft in Washington, D.C.
Von 1972 bis 1978 war er Abgeordneter in der Nationalversammlung für den Wahlkreis Mporokoso. Er gehörte der United National Independence Party an, der damaligen Einheitspartei.
Im Januar 1980 wurde er zum vierten Präsident der AfEB ernannt, während seiner fünfjährigen Präsidentschaft konnten die Eigenkapitalmittel durch die Möglichkeit der Mitgliedschaft von nicht-afrikanischen Staaten (1983 nahmen bereits 17 an der Jahrestagung teil) von 1 Mrd. auf 8 Mrd. US-Dollar gesteigert werden und der Nettogewinn von 2 Mio. (1978) auf 75 Mio. US-Dollar (1985). 1984 wurden 879,3 Mio. US-Dollar an Krediten vergeben. Weiter wurde die AfEB von einem reinen Geldgeber zu einer Förder- und Entwicklungsbank ausgeweitet. Dazu konnte das Ansehen der AfEB gesteigert werden, wurde von Fitch Ratings mit AAA und Standard & Poor’s mit AA bewertet und konnte dadurch erstmals an den internationalen Finanzmärkten tätig sein.
Nach seiner Präsidentschaft zog er 1986 zurück nach Sambia, wo er mit Anderen die Geschäftsbank Capital Bank gründete, später New Capital Bank, aus der die heutige Cavmont Bank wurde, deren Vorsitzender und Direktor er war.
1986 wurde er Beirat der School of Business and Industrial Studies an der Copperbelt-Universität.
1988 wurde er Beirat der Universität von Sambia.
Von März 1995 bis Juni 1998 war er Leiter der Regierungskommission zur Privatisierung der Zambia Consolidated Copper Mines, eingesetzt von der Weltbank.
2003 wurde er Vorsitzender der vom damaligen sambischen Staatspräsidenten Levy Mwanawasa eingesetzten Kommission zur Überarbeitung der Verfassung, aus der u. a. die 50+1-Regel und die Vizepräsidentschaft erwuchsen; siehe auch Politisches System Sambias.
Ab dem 1. Dezember 2011 war er Vorstandsvorsitzender der Zambia Consolidated Copper Mines Investment Holdings.
Mung’omba starb am Morgen des 17. Februar 2014 in einem Johannesburger Krankenhaus.

## Ehrungen
- Elfenbeinküste: Ordre Nationale du Merit (dt. nationaler Verdienstorden)
- Kamerun: Ordre Nationale du Merit
- Togo: Ordre Nationale du Merit
- Tunesien: Ordre Nationale du Merit
- Senegal: Ordre Nationale du Merit
- Südkorea: Honour for Distinguished Diplomatic Services
- Zaire: Ordre Nationale du Merit